# Наумов, Михаил Алексеевич
Михаи́л Алексе́евич Нау́мов (28 октября 1919 — 18 июня 1998) — полковник, участник Великой Отечественной войны, разведчик.

## Биография
Родился в деревне Городище (ныне Переславский район Ярославской области) в семье крестьян.
Окончил среднюю школу в 1935 году.
В 1935—1939 гг. учился в техникуме механизации и электрификации сельского хозяйства.
В 1939—1941 гг. — курсант Ленинградского военного танко-технического училища.
С мая 1941 года командовал танковым взводом отдельного разведывательного батальона 37 танковой дивизии, Киевский особый военный округ.

### Великая Отечественная война
- Июнь — август 1941 г. — командир взвода на Южном фронте.
- Сентябрь 1941 г. — ноябрь 1942 г. — командир роты, офицер связи на Юго-Западном и Сталинградском фронтах.
- Декабрь 1942 г. — март 1943 г. — старший помощник начальника разведывательного отдела танкового корпуса на Юго-Западном и Воронежском фронтах.
- Март 1943 г. — июль 1945 г. — начальник разведывательного отдела штаба 2-го танкового корпуса (впоследствии 8-го гвардейского танкового корпуса) на 1-м Украинском, 1-м и 2-м Белорусских фронтах. Сменил на этой должности Е. Ф. Ивановского.

Принимал участие в Сталинградской битве, танковом сражении на Курской дуге под Прохоровкой, форсировании Днепра при освобождении Киева, освобождении Люблина, взятии Кёнигсберга, боях в Восточной Пруссии, победе над фашистской Германией. Неоднократно ходил в тыл к немцам для взятия языка. Дважды ранен.

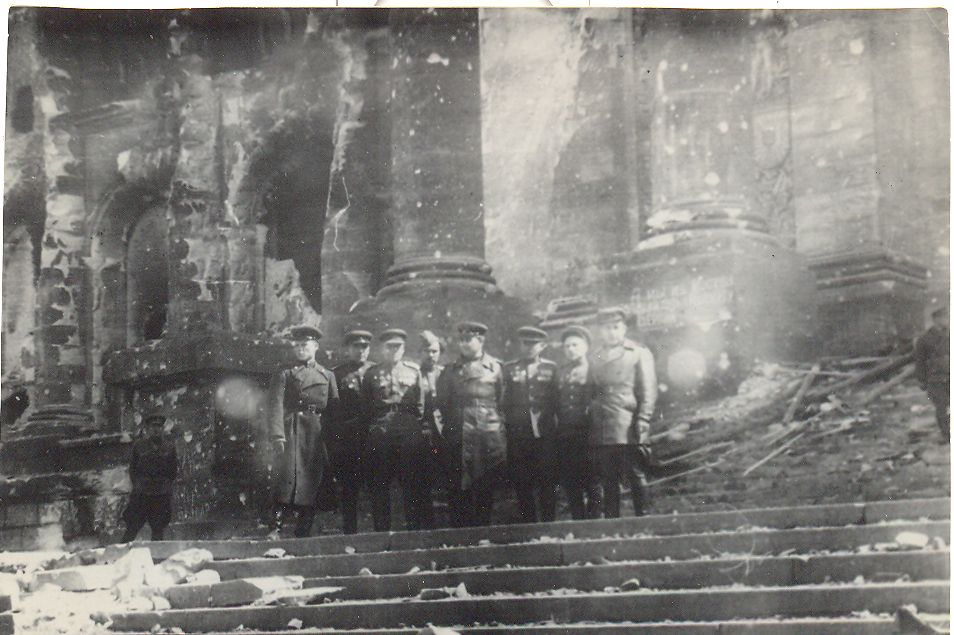
Берлин. Рейхстаг. 1945 год. (Наумов М. А. третий справа).

После войны с отличием окончил Военную Академию бронетанковых войск, командовал полком в Забайкалье и Белгород-Днестровском, был военкомом в Одессе, там же в 1971 году закончил военную службу.
За проявленные мужество и геройство при форсировании реки Днепр в ночь с 23 на 24 сентября 1943 г., захвате села Великий Букрин, на правом берегу Днепра, точные разведданные о силах противника — представлен к званию Героя Советского Союза.

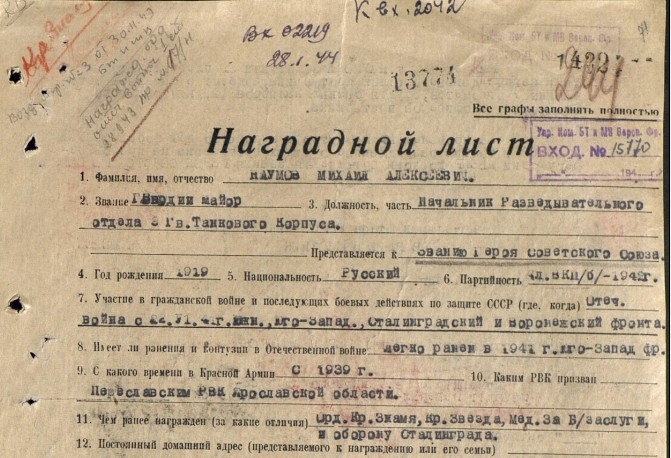
Наградной лист Наумов М. А.

Представление подписал командир 8 гвардейского танкового корпуса гвардии генерал-лейтенант Попов. В том бою разведчики Наумова захватили 39 пленных, подбили 5 танков, 4 автомашины, 7 минометов, 12 орудий разных калибров, уничтожили до 250 солдат и офицеров противника. Однако командующий 40 армией 1-го Украинского фронта генерал-майор Жмаченко на представлении написал: «Достоин правительственной награды — орден Ленина», который он и получил за номером 17 579. Каждая боевая награда Михаила Алексеевича Наумова — это подвиг, мужество, героизм, это радость побед и горечь потерь.